# مار ببری
مار ببری (نام علمی: Notechis scutatus) نام یک گونه از تیره کفچه‌ماران است.